# 甘森泉湖
甘森泉湖是一个位于中国青海省格尔木县的湖泊，面积约为18.6平方千米。